# Shōhei Kiyohara
Shōhei Kiyohara (清原 翔平 Kiyohara Shōhei?, nacido el 25 de junio de 1987 en Hokkaido) es un futbolista japonés que se desempeña como centrocampista.

## Trayectoria

### Clubes
| Club                | País  | Año         |
| ------------------- | ----- | ----------- |
| Sagawa Shiga FC     | Japón | 2010 - 2012 |
| Zweigen Kanazawa    | Japón | 2013 - 2015 |
| Cerezo Osaka        | Japón | 2016 - 2017 |
| Cerezo Osaka sub-23 | Japón | 2016        |
| Tokushima Vortis    | Japón | 2017        |
| Zweigen Kanazawa    | Japón | 2018 -      |

## Estadística de carrera

### J. League
| Club                | Año   | J. League | J. League | Copa J. League | Copa J. League | Total | Total |
| Club                | Año   | Part.     | Goles     | Part.          | Goles          | Part. | Goles |
| ------------------- | ----- | --------- | --------- | -------------- | -------------- | ----- | ----- |
| Zweigen Kanazawa    | 2014  | 32        | 9         | -              | -              | 32    | 9     |
| Zweigen Kanazawa    | 2015  | 42        | 13        | -              | -              | 42    | 13    |
| Cerezo Osaka        | 2016  | 25        | 3         | -              | -              | 25    | 3     |
| Cerezo Osaka        | 2017  | 3         | 0         | 7              | 0              | 10    | 0     |
| Cerezo Osaka sub-23 | 2016  | 6         | 1         | -              | -              | 6     | 1     |
| Tokushima Vortis    | 2017  | 9         | 0         | -              | -              | 9     | 0     |
| Total               | Total | 117       | 26        | 7              | 0              | 124   | 26    |